# Joseph Barbera
Joseph Barbera (New York, 24. ožujka 1911. – Los Angeles, 18. prosinca 2006.), američki filmski producent.
Početkom 1920-ih crtao je stripove za različite časopise. Animacijom se počeo baviti 1931. godine.
Godine 1937. počinje raditi za MGM, te ubrzo u suradnji s Williamom Hannom stvara slavne epizode Tom i Jerrya. Zajednički studio pod nazivom "Hanna-Barbera-Studios" otvaraju 1955. godine.